# The Choirboys
 The Choirboys és una comèdia dramàtica estatunidenca de 1977 dirigida per Robert Aldrich, escrita per Christopher Knopf i Joseph Wambaugh basada en el novel·la de Wambaugh. Presenta un repartiment que inclou Quaid Randy i James Woods. La pel·lícula va ser produïda per la Universal Pictures. Els oficials de la policia de Los Angeles tenen molta pressió a la feina però es relaxen de nit amb festes de borratxos (o Choir Practice) al Parc MacArthur, on les seves bromes sovint van massa lluny: entre aquests un policia retirat, un nombre petit de policies joves, un intolerant i un veterà de la guerra del Vietnam amb trastorn de pànic.

## Argument
Aquesta cinta d'acció està basada en una novel·la de Joseph Wambaugh i, com la novel·la, comença amb una escena de la guerra de Vietnam, on mostra a un soldat atrapat en una cova, presa del pànic, a mesura que s'apropa l'enemic.
En aquest moment, la pel·lícula salta fins al 1977, on un grup de policies, després de la seu esgotadora jornada, alleugen la tensió freqüentant locals nocturns, deixant-se anar als seus més baixos instints, que anomenen els assajos del cor. Però una nit, un desafortunat incident protagonitzat precisament pel soldat atrapat a la cova, que ara és un dels policies, pot posar en perill les seves ocupacions, cosa que els seus companys tracten d'evitar ocultant aquest incident.

## Repartiment
- Charles Durning: Spermwhale Whalen
- Louis Gossett Jr.: Calvin Motts
- Perry King: Baxter Slate
- Clyde Kusatsu: Francis Tanaguchi
- Stephen Macht: Spencer Van Moot
- Tim McIntire: Roscoe Rules
- Randy Quaid: Dean Proust
- Chuck Sacci: 'Father' Sartino
- Don Stroud	: Sam Lyles
- James Woods: Harold Bloomguard
- Burt Young: Scuzzi
- Phyllis Davis: Foxy
- Barbara Rhoades: No Balls Hadley
- Cheryl Rainbeaux Smith: Tammy

## Crítica
Adaptació d'una novel·la de Joseph Wambaugh que il·lustra les corregudes d'un grup de policies corruptes però simpàtics. Aquest dubtós plantejament va intentar articular-se a través d'un to de comèdia que mai no acaba de funcionar, fins al punt que el conjunt acaba adquirint una aparença de grotesca gravetat. És un dels films més desconcertants d'un director no sempre inspirat...